# رادوبيس
رادوبيس هي ثاني رواية في الثلاثية التاريخية التي كتبها الروائي المصري نجيب محفوظ في مطلع حياته الأدبية، مع عبث الأقدار وكفاح طيبة. تميزت الرواية بأبعاد سياسية ألقت الضوء على الواقع المصري المعاصر إذ تطرقت لعلاقة الفرعون مع السلطة الدينية والزمنية وتفاعلاته مع العصيان الشعبي في سياق قصة علاقته الغرامية الغير شرعية مع رادوبيس النوبية. وهي أول رواية لنجيب محفوظ ينشرها سعيد جودة السحار صاحب مكتبة مصر التي تولت نشر أعماله مدة طويلة.
و«رادوبيس» في الأصل أسطورة فرعونية ذكرها المؤرخ اليوناني سترابو. وهي أساس قصة سندريلا.

## ملخص الرواية
تدور أحداث الرواية في مصر القديمة يوم الاحتفال بعيد النيل المقدس، كانت آبو عاصمة مصر تشهد جموع الشعب القادمين لمشاهدة موكب الملك والاحتفال بالعيد، تجمع الناس في الطريق الطويل الممتد بين قصر الملك ومعبد النيل وشق الجموع هودج رادوبيس الجميلة ليثير جلبة في أرجاء المكان ويلفت انتباه الجميع، كانت رادوبيس غانية صاحبة جمال فاتن يذيب القلوب تقيم في قصرها الأبيض الساحر في جزيرة بيجة بالقرب من العاصمة تستقبل فيه كبار القوم الذين يغدقونها بالهدايا الثمينة أملًا في نيل رضاها والنظر إلى وجهها المشرق.
مضت دقائق طويلة بعد وصول رادوبيس حتى بدأت طلائع الجيش تسير صفوفًا متراصة على أنغام الموسيقى الحربية، ثم ظهرت العجلة الفرعونية التي تحمل الملك الشاب تتقدم الموكب، تعالت الهتافات للملك وامتلأ الجو بالحماسة ولكن بين كل تلك الأصوات أفلت صوت يصيح ليحيي صاحب القداسة «خنوم حتب» وزير الملك ورددت خلفه عشرات الأصوات، أسرها الملك في نفسه وتحكم في غضبه ولم يبد على ملامحة أي تعبير.
تأثرت رادوبيس بما حدث ورجعت إلى قصرها مثقلة القلب تحمل معها صورة الملك في قلبها الذي لم يعرف الحب قبل رؤيته، وعند وصولها لحديقة القصر قررت أن تستحم في البركة عسى أن تتخلص من همومها وفي أثناء ذلك حلق نسر بالقرب من البركة واختطف صندلها الذهبي الثمين وطار بعيدًا وسط نظرات الدهشة والفزع من رادوبيس ووصيفاتها.
بعد انتهاء يوم الملك الطويل اختلى بصاحبيه سوفخاتب كبير الحجاب وطاهو رئيس الحراس، واستطاع حينها أن يعبر عن غضبه الشديد بسبب تلك الهتافات الغادرة، وكان الكهنة ثائرون على الملك الشاب لأنه يريد أن يأخذ بعض الأراضي المخصصة للمعابد والفائضة عن حاجتهم لبناء القصور والمقابر ليتمتع بحياة سعيدة عالية وتُمجد فترة حكمه في التاريخ ولكن رفض الكهنة كان صارمًا وحاولوا جاهدين أن يردوا الملك عن قراره بمساعدة خنوم حتب الذي يقف في صفهم ضد الملك، وفي أثناء حديث الملك الغاضب سقط على حجره صندل ذهبي ألقاه نسر من السماء وحلق مبتعدًا.
فحص الملك الصندل بعناية وعثر على صور فارس وسيم يقدم قلبه هدية على يديه المبسوطة نقشت على باطن الصندل، ومن النقش عرف سوفخاتب صاحبته وأخبر مولاه عن جمالها الأخاذ، أما طاهو فقد كان قلبه يخفق بشدة بسبب ولعه برادوبيس وحبه لها ورجاءه في رضاها عنه الذي لم ينله حتى الآن.
ذهب طاهو على الفور لتحذير رادوبيس وإعلامها بعزم الملك على زيارتها وحثها على السفر بعيدًا خوفًا من أن يتخذها الملك لنفسه ويحرم هو منها، ولكنها لم توله أي اهتمام وأعلنت عن رغبتها بلقاء الملك مما أثار حنق طاهو وغادر غاضبًا، وبعد رحيله ظلت رادوبيس مستيقظة مشغولة البال حتى غلبها النوم وفي اليوم التالي زارها الملك في قصرها ودار بينهما حديث قصير أسعد قلبها ووثق بينهما علاقة ستدوم طويلًا.

## الترجمة
ترجمت الرواية إلى اليونانية في 1996 بعنوان «رادوبيس: بغي مصر القديمة». ترجم الرواية إلى الإنجليزية أنطوني كولدربانك في 2003، بعنوان «رادوبيس النوبية» (Rhadopis of Nubia)، وتولى طبعها قسم النشر بالجامعة الأمريكية بالقاهرة. وتُرجمت إلى الفرنسية في 2005 بعنوان «حبيبة فرعون» (L'Amante du pharaon). وإلى الألمانية في 2006. وفي 2016 تُرجمت إلى الأرمنية.

## وصلات خارجية
- رؤى / رادوبيس، جريدة الراي
- رادوبيس: أو القلب الفقير لملك، موقع أثير
- الشخصية الروائية في أعمال نجيب محفوظ رواية «رادوبيس» أنموذجا، جامعة محمد بوضياف-المسيلة